# Thomas Hess (Wirtschaftsinformatiker)
Thomas Hess (* 3. Juli 1967 in Darmstadt) ist ein deutscher Wirtschaftsinformatiker.
Thomas Hess studierte Wirtschaftsinformatik an der TU Darmstadt; nach seinem Diplom 1992 forschte er an der Universität St. Gallen und an der Nanyang Technological University (Singapur). 1995 wurde er in St. Gallen zum Dr. oec. promoviert.
Anschließend war er 1996 und 1997 als Vorstandsassistent bei der Bertelsmann AG beschäftigt. Ab 1998 leitete er eine Arbeitsgruppe am Institut für Wirtschaftsinformatik der Universität Göttingen, wo er sich 2001 habilitierte.
Nach einer Lehrstuhlvertretung an der Universität Augsburg folgte er 2001 einem Ruf der Ludwig-Maximilians-Universität München (LMU) und leitet dort seitdem das Institut für Digitales Management und Neue Medien (zunächst: Institut für Wirtschaftsinformatik und Neue Medien). In der Forschung beschäftigt sich Thomas Hess mit dem Einfluss digitaler Technologin auf Unternehmen. Die aktuellen Schwerpunkte liegen auf dem digitalen Wandel von Unternehmen, datenbasierten Geschäftskonzepten sowie der Digitalisierung der Medien. 2017 wurde er zum Mitglied der Bayerischen Akademie der Wissenschaften ernannt. Thomas Hess hat das Internet Business Cluster (IBC, eine Plattform zur Kooperation von Medien- und Internet-Unternehmen mit Universitätsinstituten aus der Region München) sowie das Bayerische Forschungsinstituts für digitale Transformation (bidt, ein interdisziplinäres Forschungsinstitut zur Erforschung der gesellschaftlichen Folgen der Digitalisierung) mit aufgebaut und ist dort weiterhin aktiv. Der Praxis ist Thomas Hess u. a. durch Mandate (wie aktuell beim MDax-Unternehmen Bechtle) und über Beratungsprojekte sowie über praxisnahe Publikationen verbunden.
Thomas Hess ist Mitherausgeber der Fachzeitschriften Journal of Management Information Systems, Electronic Markets sowie International Journal on Media Management und ist für die Transfer-Zeitschriften MISQ Executive und MedienWirtschaft aktiv.

## Belege
1. ↑  Kürschners Deutscher Gelehrten-Kalender Online
2. ↑  Von Arabistik bis Neurologie: Bayerische Akademie der Wissenschaften wählt 20 neue Mitglieder. Bayerische Akademie der Wissenschaften, 22. März 2017, abgerufen am 11. April 2017.
3. ↑  Der IBC. Internet Business Cluster (IBC) e.V., abgerufen am 13. April 2017.
4. ↑  Bayerisches Forschungsinstitut für Digitale Transformation (bidt): Direktorium. Bayerische Akademie der Wissenschaften, abgerufen am 4. November 2021.

| Personendaten    | Personendaten                     |
| ---------------- | --------------------------------- |
| NAME             | Hess, Thomas                      |
| KURZBESCHREIBUNG | deutscher Wirtschaftsinformatiker |
| GEBURTSDATUM     | 3. Juli 1967                      |
| GEBURTSORT       | Darmstadt                         |